# STARLIGHT (伊東歌詞太郎の曲)
「STARLIGHT」（スターライト）は、伊東歌詞太郎の楽曲。10作目のデジタル配信限定シングルとして2023年2月10日にビクターエンタテインメントより各音楽配信サービスにてリリースされた。

## 概要
前作「Virtualistic Summer」から約1か月ぶりの配信リリースとなる。
2022年11月から行われた4か月連続配信リリースの最後の楽曲となっており、本作のジャケットとミュージックビデオにも、「Storyteller」をテーマにAIで生成されたイラストが用いられている。
本作は、作詞作曲編曲をマキシコーマが手掛けており、「夢」をテーマに、暗中模索で夢を追いかけていく様子を、ダークな世界観で躍動的に表現している。
ミュージックビデオは、本楽曲の配信開始と同時に公開された。

## 収録内容
| #         | タイトル      | 作詞・作曲・編曲 | 時間 |
| --------- | ------------- | ---------------- | ---- |
| 1.        | 「STARLIGHT」 | マキシコーマ     | 3:01 |
| 合計時間: | 合計時間:     | 合計時間:        | 3:01 |